# Pleurodema borellii
Espèce
Synonymes
- Paludicola borellii Peracca, 1895

Statut de conservation UICN

 LC  : Préoccupation mineure
Pleurodema borellii est une espèce d'amphibiens de la famille des Leptodactylidae.

## Répartition
Cette espèce se rencontre :
- entre 400 et 3 000 m d'altitude en Argentine dans les provinces de Jujuy, Salta, Tucumán, Catamarca, Formosa et de Santiago del Estero ;
- dans le département de Tarija en Bolivie.

## Étymologie
Cette espèce est nommée en l'honneur d'Alfredo Borelli.

## Publication originale
- Peracca, 1895 : Viaggio del dottor Alfredo Borelli nella Repubblica Argentina e nel Paraguay. Bollettino dei Musei di Zoologia ed Anatomia Comparata della Universita di Torino, vol. 10, no 195, p. 1-32.